# Академічний симфонічний оркестр «Філармонія»
Академічний симфонічний оркестр «Філармонія» — симфонічний оркестр Чернігівського обласного філармонійного центру фестивалів та концертних програм.

## Історія
Симфонічний оркестр «Філармонія» створено в березні 1999 року на базі камерного оркестру, який існував у Чернігові в радянські часи. Оркестр переважно складався з випускників Чернігівського музичного училища, де довгі роки працював його засновник, диригент Микола Сукач. Важливу роль у становленні оркестру зіграв піаніст Микола Сук.
Перший виступ новоствореного оркестру відбувся на звітному концерті Чернігівщини у Національному палаці мистецтв «Україна». На наступних концертах у 1999—2000 роках оркестр виконав «Реквієм» Моцарта, «Реквієм» Верді та «Страсті за Матвієм» Баха разом з Національною заслуженою академічною капелою України «Думка», що стало початком творчої співпраці цих колективів. Перший концертний сезон оркестр розпочав виконанням Шостої симфонії Петра Чайковського.
З 1999 року починаються творчі контакти з американськими диригентами — Девідом Андре, Джорджем Стеллуто, Богуславом Раттеєм. В 2001 році японський диригент Міцунобу Такая став другим диригентом оркестру «Філармонія».
З 2000 року «Філармонія» є постійним учасником фестивалю «Київські літні музичні вечори» та Міжнародної літньої музичної академії. Оркестр починає співпрацювати з молодими музикантами з України, Росії, Японії, США, Німеччини, Туреччини, Нідерландів, Великої Британії, Мексики, Південної Кореї та інших країн, надаючи їм можливість для спільних виступів.
З 2001 року оркестр щорічно проводить у Чернігові фестиваль класичної музики «Сіверські музичні вечори». Постійними гостями фестивалю є піаністи Микола Сук, Вадим Руденко, скрипаль Анатолій Баженов.
У 2002 та 2003 роках симфонічний оркестр «Філармонія» був фестивальним оркестром фестивалю «Хістрія» в Хорватії.
Оркестр бере участь у програмі Миколи Сука «Маловідомі твори та композитори» повертає в Україну твори та імена забутих композиторів. Саме завдяки старанням нечисленних ентузіастів з усього світу та оркестру «Філармонія» відбулося повернення імені та спадщини Сергія Борткевича. Чернігівський оркестр виконав усі віднайдені симфонічні твори композитора.

## Диригенти
Художній керівник та головний диригент оркестру — Сукач Микола Васильович.
Головний запрошений диригент оркестру (з 2001 року) — Міцунобу Такая (яп. 髙谷 光信, англ. Mitsunobu Takaya; Осака, Японія).
Другий диригент та директор-розпорядник оркестру — Шевчуковський Андрій Юрійович.